# HMAS Rankin (SSG 78)
Le HMAS Rankin (pennant number : SSG 78, le sigle SSG signifiant Guided Missile Submarine) est le sixième et dernier des sous-marins de classe Collins exploités par la Royal Australian Navy (RAN). Nommé en l’honneur du capitaine de corvette Robert William Rankin, le bateau a eu sa quille posée en 1995 et a été mis en service dans la RAN en mars 2003, à la suite de retards importants.
Au début de sa carrière, le Rankin a fait l’objet d’une série documentaire et d’un livre illustré. Il a été le premier sous-marin depuis 1987 à recevoir la Coupe Gloucester.

## Conception
La classe Collins est une version agrandie du sous-marin de classe Västergötland conçu par Kockums. Avec une longueur hors-tout de 77,42 mètres, un maître-bau de 7,8 mètres et un tirant d'eau de 7 mètres, ainsi qu’un déplacement de 3 051 tonnes en surface et 3 353 tonnes en immersion , ils sont les plus grands sous-marins à propulsion conventionnelle au monde,. La coque est construite en acier à haute résistance et est recouverte d’une couche de tuiles anéchoïques pour minimiser le risque de détection par sonar. La profondeur à laquelle ils peuvent plonger est classifiée, mais la plupart des sources affirment qu’elle est supérieure à 180 mètres,.
Le sous-marin est armé de six tubes lance-torpilles de 21 pouces (533 mm) et transporte une charge utile standard de 22 torpilles : à l’origine un mélange de torpilles Gould Mark 48 Modèle 4 et UGM-84C Sub-Harpoon. Plus tard les Mark 48 furent mises à niveau vers la version Modèle 7 Common Broadband Advanced Sonar System (CBASS) ,,.
Chaque sous-marin est équipé de trois moteurs diesel à 18 cylindres Garden Island-Hedemora HV V18b/15Ub (VB210), qui sont chacun connecté à un générateur Jeumont-Schneider de 1 400 kW et 440 volts à courant continu. L’électricité produite est stockée dans des batteries, puis fournie à un seul moteur à courant continu Jeumont-Schneider, qui fournit 7 200 ch et actionne à une hélice à sept pales, à inclinaison unique, de 4,22 mètres de diamètre. La classe Collins a une vitesse maximale de 10,5 nœuds (19,4 km/h) en surface ou en immersion au schnorchel, et peut atteindre 21 nœuds (39 km/h) sous l’eau. Les sous-marins ont un rayon d'action de 11 000 milles marins (20 000 km) à 10 nœuds (19 km/h) en surface, et 9 000 milles marins (17 000 km) à 10 nœuds en immersion au schnorchel. Lorsqu’il est complètement immergé, un sous-marin de classe Collins peut parcourir 32,6 milles marins (60,4 km) à la vitesse maximale de 21 nœuds, ou 480 milles marins (890 km) à la vitesse économique de 4 nœuds (7,4 km/h). Chaque bateau a une autonomie de 70 jours.

## Construction et essais
Le HMAS Rankin a été construit par l’Australian Submarine Corporation et sa quille posée le 12 mai 1995. Le bateau a été lancé le 7 novembre 2001. Il a été livré à la RAN le 18 mars 2003 et mis en service le 29 mars 2003, avec 41 mois de retard, après d’importants retards dans l’achèvement et l’aménagement du bateau en raison du détournement de ressources vers les sous-marins Dechaineux et Sheean, dont la construction était accélérée, et de la « cannibalisation » répétée de pièces pour réparer les cinq autres bateaux de classe Collins.
Le HMAS Rankin a été nommé en l’honneur du capitaine de corvette Robert William Rankin, qui est mort lorsque le navire qu’il commandait, le HMAS Yarra, a engagé une force de cinq navires de guerre japonais le 4 mars 1942, pour permettre à un convoi allié de s’échapper. Le sous-marin est surnommé « Le Chevalier noir ».

## Engagements
Au cours d’un exercice multinational en septembre 2003, auquel ont participé le HMAS Rankin et son sister-ship le Waller, le Rankin a réussi à « couler » virtuellement un navire singapourien de lutte anti-sous-marine.

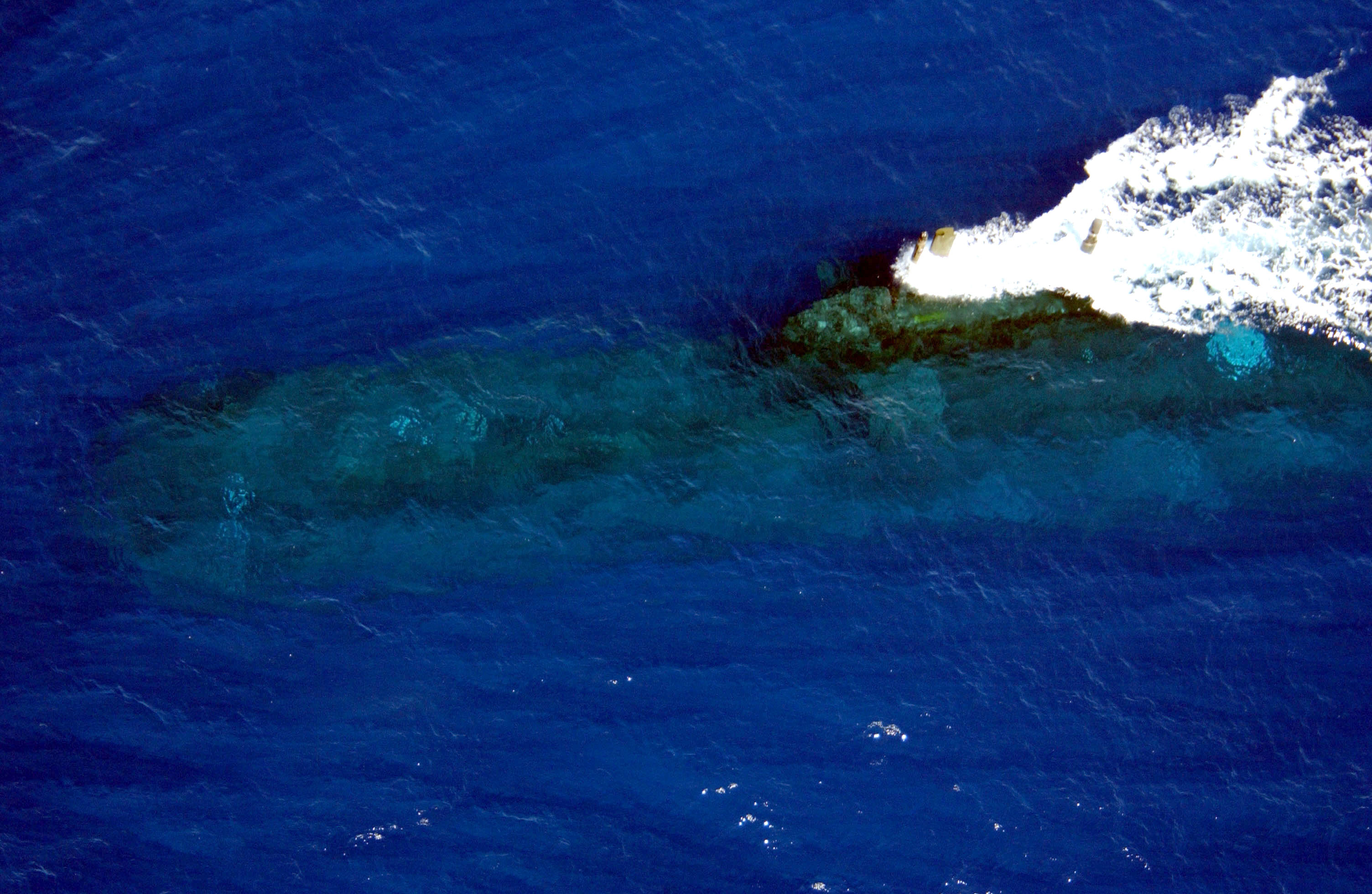
Le HMAS Rankin en route en immersion périscopique, lors de la participation du bateau à RIMPAC 04.

En 2004, une équipe de tournage a été embarquée à bord du Rankin pour la création de Submariners, un documentaire en six parties diffusé par Special Broadcasting Service en 2005 et décrivant la vie à bord d’un sous-marin. L’équipe de tournage était à bord de février à avril 2004, période au cours de laquelle le bateau a terminé ses essais de pré-déploiement, a participé à l’exercice de sauvetage sous-marin Pacific Reach et a effectué une visite diplomatique à Kure, au Japon. Ils ont ensuite rejoint le Rankin lors du déploiement du sous-marin à Hawaï pour RIMPAC 04 en juin et juillet. Plus tard cette année-là, le Rankin a également été le sujet du livre Beneath Southern Seas. Le beau-livre, qui englobe l’histoire du Royal Australian Navy Submarine Service, était principalement basé sur des interviews de l’équipage du Rankin et des photographies prises à bord par les auteurs au cours d’un voyage de douze jours de Sydney à Fremantle, concluant le déploiement de six mois commencé pendant le tournage de Submariners,. Le voyage de 20 000 milles marins (37 000 km) était le plus long jamais entrepris par un sous-marin de classe Collins à ce jour. Il a commencé par des travaux en février, et a vu le sous-marin visiter la Corée, le Japon et Hawaï, et participer à divers exercices multinationaux avant de retourner à Fremantle via Sydney. Le Rankin a été en mer pendant 126 jours, dont 80% ont été passés sous l’eau.
Le 10 juin 2005, le Rankin reçoit la Gloucester Cup, remise au navire de la RAN qui a eu la plus grande efficacité globale au cours des douze mois précédents. Le Rankin a été le premier sous-marin de classe Collins à remporter la Coupe, et le premier sous-marin à la recevoir depuis le HMAS Orion en 1987. Le prix a de nouveau été remis à Rankin en 2008.
Le Rankin a été immobilisé pour une longue période de maintenance en 2008, mais les pénuries de main-d’œuvre et les dysfonctionnements sur d’autres sous-marins nécessitant une attention urgente ont retardé les travaux. En 2010, les responsables de la RAN et de l’ASC ont prédit qu’il ne serait pas remis en service avant 2013. À la fin des travaux sur le Rankin, l’équipage a été transféré depuis le HMAS Farncomb, qui commençait une période similaire de maintenance et de mise à niveau. Le Rankin est arrivé à la base navale de Stirling (Fleet Base West) le 1er octobre 2014.